# Stjørdalen

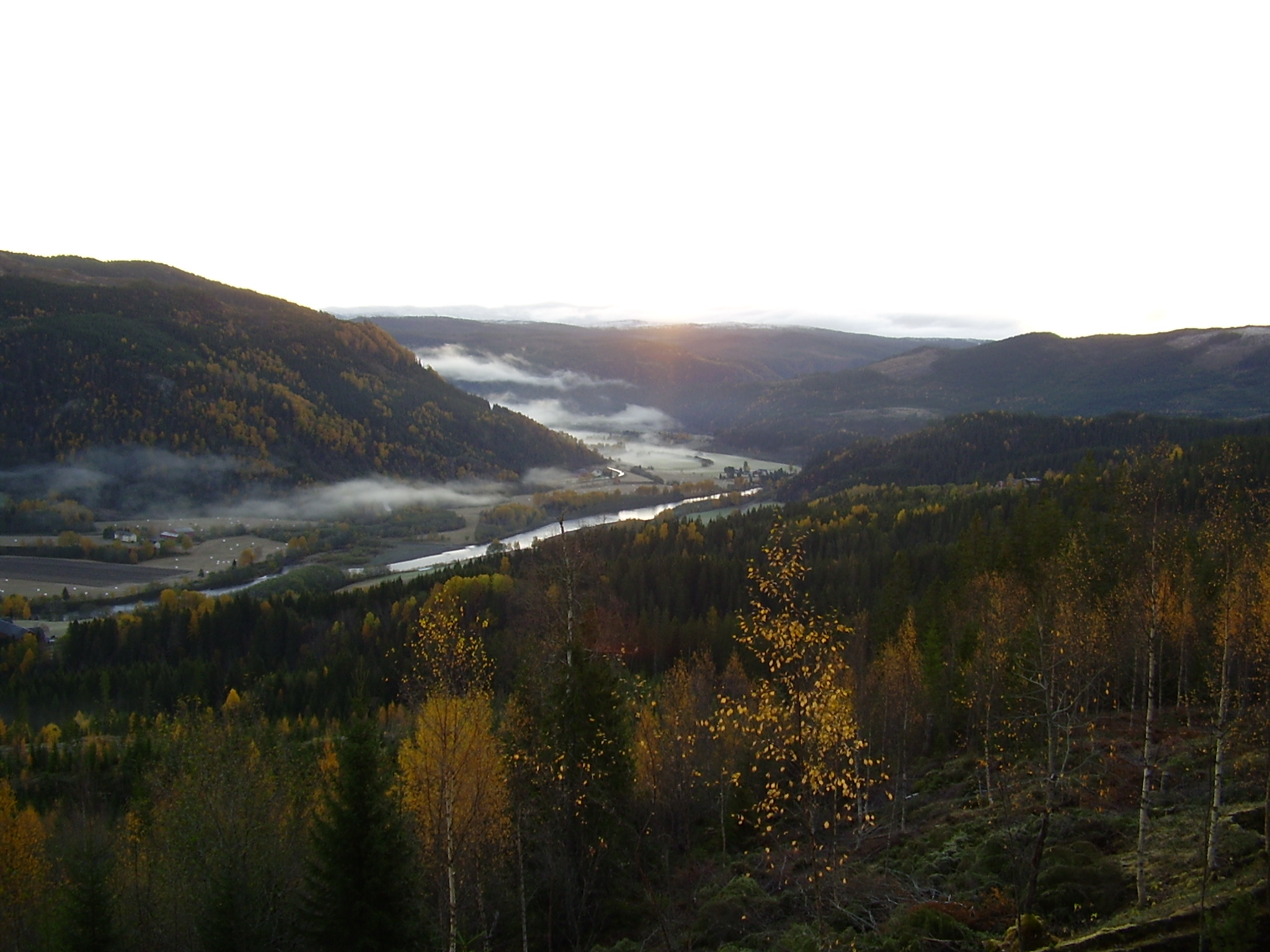
Stjørdalen och Stjördalsälven mellan Hegra och Meråker.

Stjørdalen är en dalgång och ett landskap i Trøndelag fylke i mellersta Norge. Genom dalgången flyter älven Stjördalsälven (norska: Stjørdalselva). Parallell med denna går Europaväg 14 och Meråkerbanan.
Landskapet Stjørdalen omfattar området kring dalgången i kommunerna Meråker och Stjørdal.